# Deer Sound

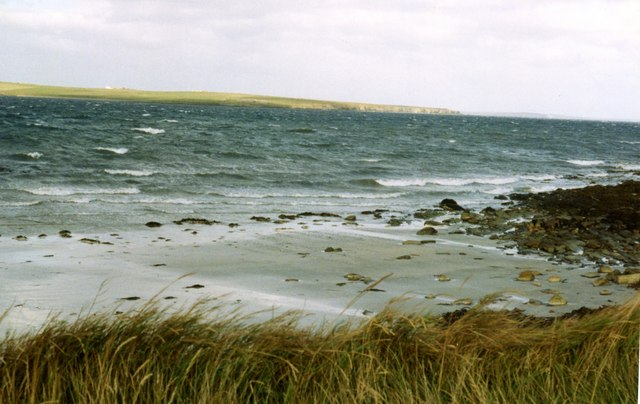
Blick von Deerness auf die Bucht

Der Deer Sound ist eine Meeresbucht, die im Südosten der zu Schottland zählenden Orkneyinseln liegt.

## Geographie
Der Deer Sound liegt im Osten von Mainland in einer wenig besiedelten Gegend. Die östliche Begrenzung bildet die Halbinsel Deerness. Im Südosten, jenseits des Point of Ods, geht sie über den St Peter's Pool. Die einzige etwas größere Ortschaft ist Tankerness im Nordwesten.

## Historisches
Im Rahmen der historischen Gliederung Schottlands in Civil Parishes zählt der Deer Sound zu St Andrews and Deerness.